# 爱德华·布鲁斯
爱德华·布鲁斯，苏格兰国王罗伯特一世之弟，父亲为第六代安南达尔领主罗伯特·布鲁斯，爱德华1306年至1314年支持兄罗伯特争夺苏格兰王位，自己则争夺爱尔兰，1315年自称为爱尔兰至尊王，最终被英格兰和爱尔兰领地联军击败而死亡。